# Jordan Torunarigha
Jordan Torunarigha (ur. 7 sierpnia 1997 w Chemnitz) – niemiecki piłkarz, pochodzenia nigeryjskiego występujący na pozycji obrońcy w belgijskim klubie KAA Gent. Młodzieżowy reprezentant Niemiec.

## Życiorys
Jest wychowankiem berlińskiej Herthy BSC. W czasach juniorskich trenował także w Chemnitzer FC. W 2016 roku dołączył do pierwszego zespołu Herthy. W Bundeslidze zadebiutował 4 lutego 2017 w wygranym 1:0 z FC Ingolstadt 04. Do gry wszedł w 90. minucie, zmieniając Vedada Ibiševicia.